# Zeniketes

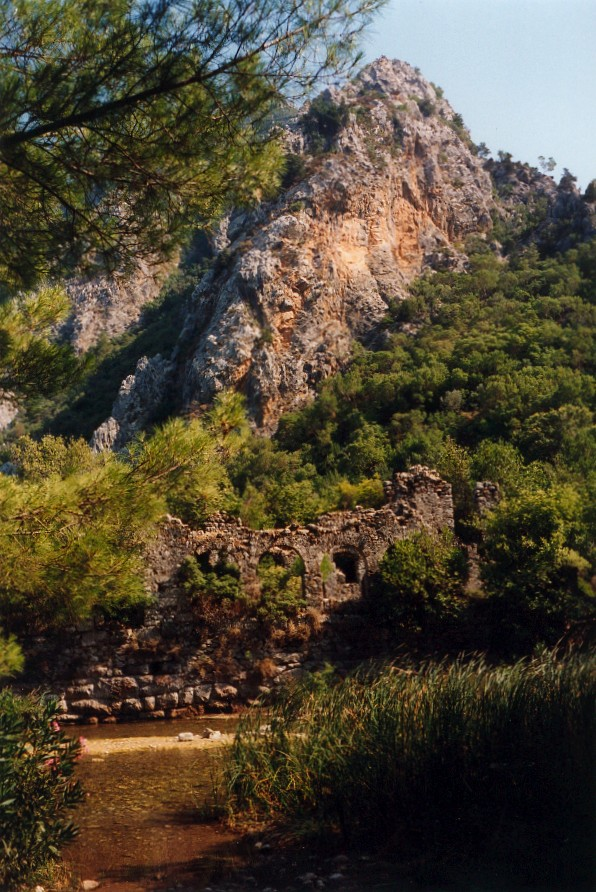
Olympos

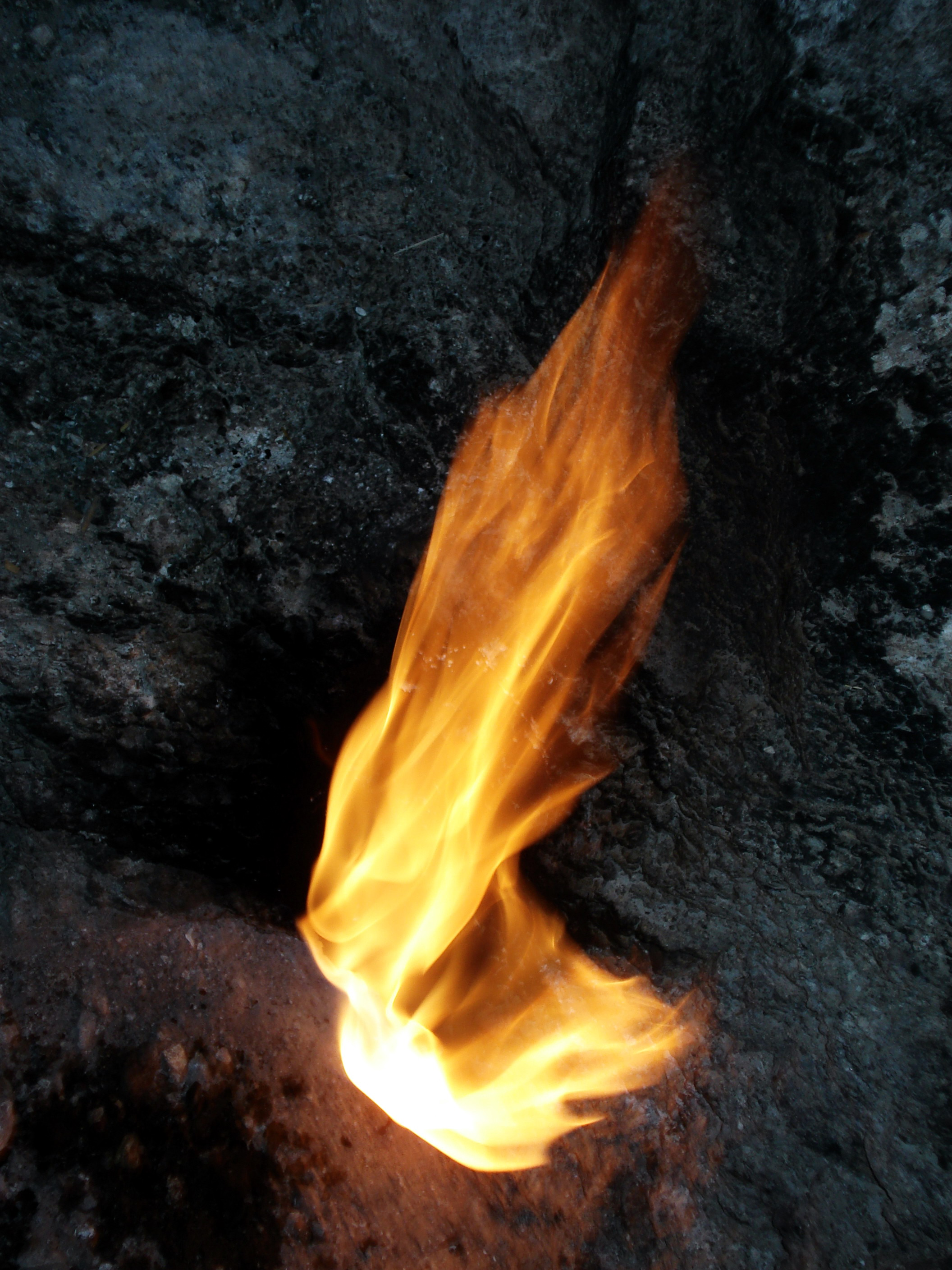
Die Flammen der Chimaira

Zeniketes († 77 v. Chr. in Olympos) war ein Seeräuber, der im 1. Jahrhundert v. Chr. in Lykien und Pamphylien Herrscher eines kleinen Piratenreiches war.
Es gelang ihm, zunächst die Stadt Olympos und anschließend die benachbarten Städte Korykos und Phaselis in seine Gewalt zu bringen. Von dort aus bedrohte er den Seehandel im östlichen Mittelmeer. Als die römischen Truppen des Publius Servilius Vatia 77 v. Chr. seine Festung auf dem Berg Olympos stürmten, setzte er sich und seinen gesamten Haushalt in Brand.
Plutarch berichtet, dass die kilikischen Piraten (womit er wohl Zeniketes und sein Gefolge meint) in Olympos seltsame Opfer darbrächten und den Mithras verehrten. In Zusammenhang mit diesen Kulthandlungen steht vermutlich die Chimaira, die sich dort ganz in der Nähe befindet, ein schon damals bestehender Erdbrand und Kultplatz, an dem zur Zeit des Zeniketes weithin sichtbare Flammen aus dem Berg schlugen.
Ob Zeniketes ursprünglich ein kilikischer Seeräuber war, oder ein Häuptling aus den Bergen des Hinterlandes, der sich mit den kilikischen Piraten aufgrund gemeinsamer Interessen verbündete, bleibt unklar.